# Saint-Sauvant (Charente-Maritime)
Pour les articles homonymes, voir Saint-Sauvant.
Saint-Sauvant est une commune du Sud-Ouest de la France située dans le département de la Charente-Maritime, en  région Nouvelle-Aquitaine. Ses habitants sont appelés les Saint-Sylvanais et les Saint-Sylvanaises.
La commune appartient également depuis 2011 au réseau « Villages de pierres et d'eau », label initié par le conseil général afin de promouvoir des sites exceptionnels présentant la particularité d'être situés au bord d'une étendue d'eau (mer, rivière, étang…).

## Géographie

### Localisation et accès
La commune de Saint-Sauvant se situe dans le centre-est du département de la Charente-Maritime, en région Nouvelle-Aquitaine, dans l'ancienne province de Saintonge. Appartenant au midi de la France — on parle plus précisément de « midi atlantique », au cœur de l'arc atlantique, elle peut être rattachée à deux grands ensembles géographiques, le Grand Ouest français et le Grand Sud-Ouest français.
Elle est située à mi-chemin de Saintes et de Cognac, sur la rive droite de la Charente.
Saint-Sauvant est une des étapes d'un sentier de grande randonnée balisé, le GR 360.

### Communes limitrophes
|          | Saint-Césaire          |        |
| Chaniers | Saint-Sauvant          | Chérac |
|          | Dompierre-sur-Charente |        |

### Hydrographie

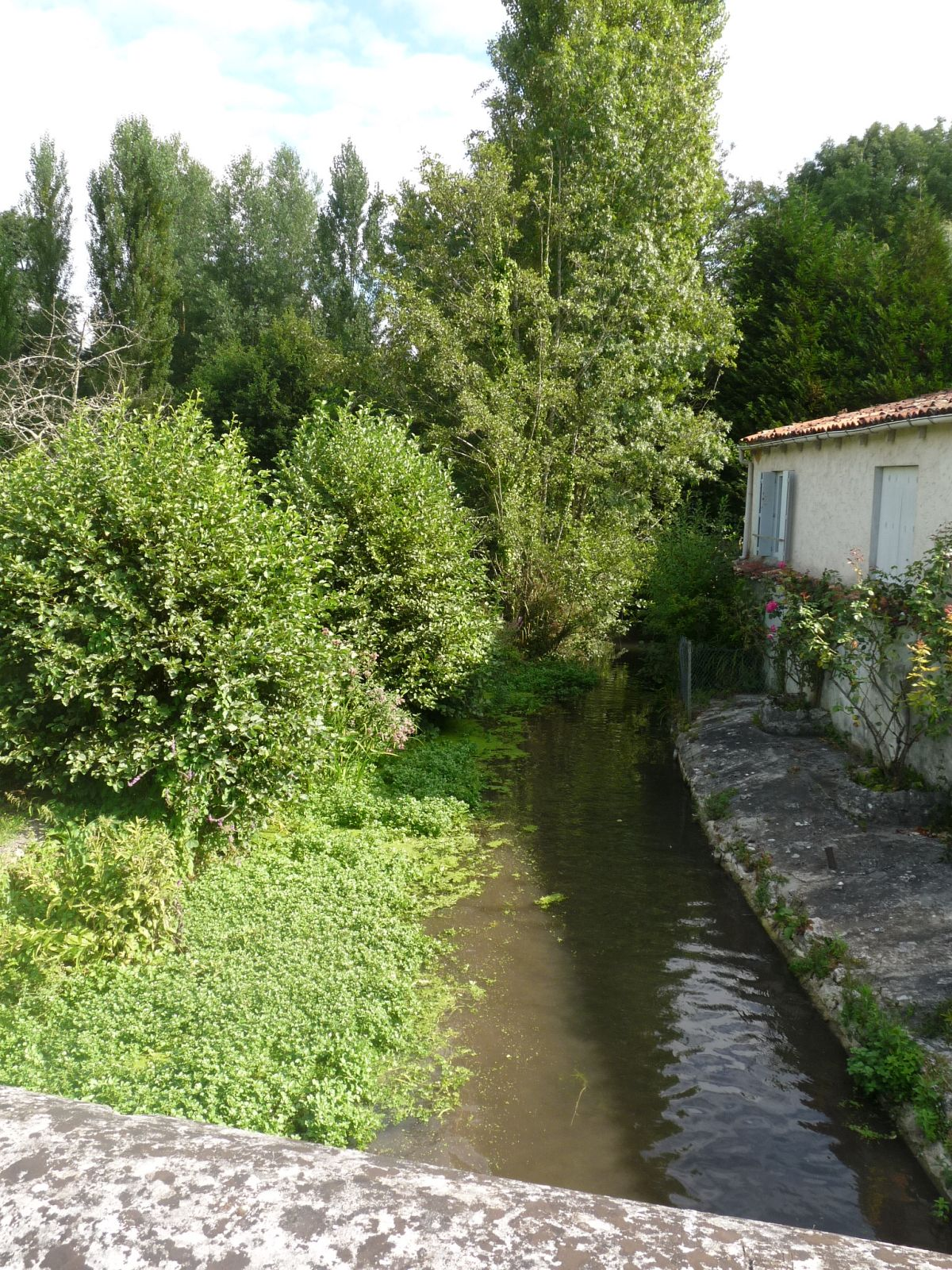
Le Coran à Saint-Sauvant.

Saint-Sauvant est située dans la vallée du ruisseau du Coran, affluent en rive droite de la Charente qui traverse la commune du nord au sud. Le bourg se situe sur un promontoire dominant le confluent du Pidou avec le Coran.

## Urbanisme

### Typologie
Au 1er janvier 2024, Saint-Sauvant est catégorisée commune rurale à habitat dispersé, selon la nouvelle grille communale de densité à 7 niveaux définie par l'Insee en 2022.
Elle est située hors unité urbaine. Par ailleurs la commune fait partie de l'aire d'attraction de Saintes, dont elle est une commune de la couronne,. Cette aire, qui regroupe 62 communes, est catégorisée dans les aires de 50 000 à moins de 200 000 habitants,.

### Occupation des sols
L'occupation des sols de la commune, telle qu'elle ressort de la base de données européenne d’occupation biophysique des sols Corine Land Cover (CLC), est marquée par l'importance des territoires agricoles (77 % en 2018), en augmentation par rapport à 1990 (76 %). La répartition détaillée en 2018 est la suivante : 
zones agricoles hétérogènes (32,2 %), terres arables (25,5 %), forêts (23 %), cultures permanentes (19,4 %). L'évolution de l’occupation des sols de la commune et de ses infrastructures peut être observée sur les différentes représentations cartographiques du territoire : la carte de Cassini (XVIIIe siècle), la carte d'état-major (1820-1866) et les cartes ou photos aériennes de l'IGN pour la période actuelle (1950 à aujourd'hui).

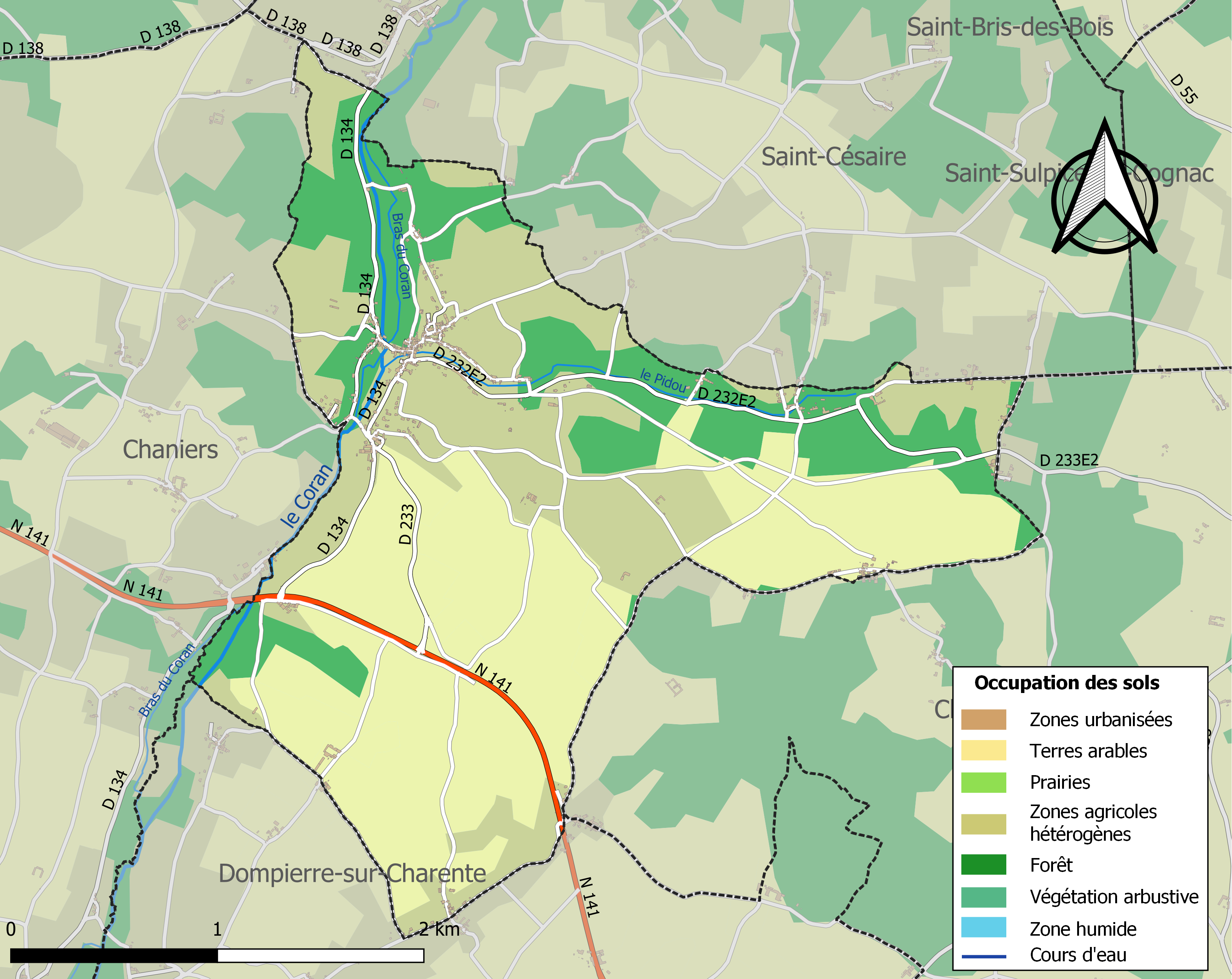
Carte des infrastructures et de l'occupation des sols de la commune en 2018 (CLC).

### Risques majeurs
Le territoire de la commune de Saint-Sauvant est vulnérable à différents aléas naturels : météorologiques (tempête, orage, neige, grand froid, canicule ou sécheresse), inondations, mouvements de terrains et séisme (sismicité modérée). Il est également exposé à un risque technologique,  le transport de matières dangereuses. Un site publié par le BRGM permet d'évaluer simplement et rapidement les risques d'un bien localisé soit par son adresse soit par le numéro de sa parcelle.

#### Risques naturels
Certaines parties du territoire communal sont susceptibles d’être affectées par le risque d’inondation par débordement de cours d'eau, notamment le Coran. La commune a été reconnue en état de catastrophe naturelle au titre des dommages causés par les inondations et coulées de boue survenues en 1982, 1999, 2001, 2010 et 2018,.

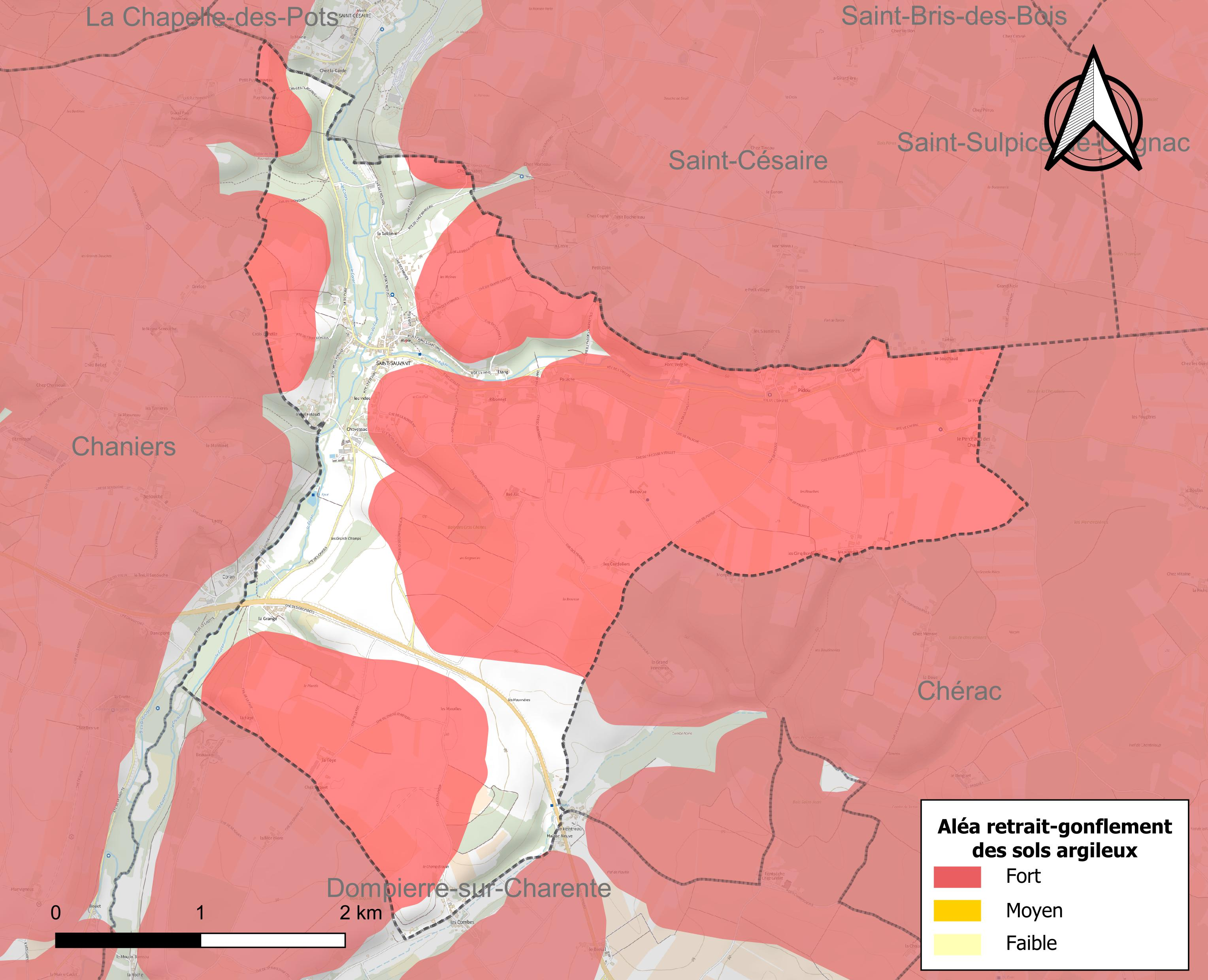
Carte des zones d'aléa retrait-gonflement des sols argileux de Saint-Sauvant.

Les mouvements de terrains susceptibles de se produire sur la commune sont des affaissements et effondrements liés aux cavités souterraines (hors mines) et des tassements différentiels. Par ailleurs, afin de mieux appréhender le risque d’affaissement de terrain, l'inventaire national des cavités souterraines permet de localiser celles situées sur la commune.
Le retrait-gonflement des sols argileux est susceptible d'engendrer des dommages importants aux bâtiments en cas d’alternance de périodes de sécheresse et de pluie. 71,4 % de la superficie communale est en aléa moyen ou fort (54,2 % au niveau départemental et 48,5 % au niveau national). Sur les 296 bâtiments dénombrés sur la commune en 2019,  101 sont en aléa moyen ou fort, soit 34 %, à comparer aux 57 % au niveau départemental et 54 % au niveau national. Une cartographie de l'exposition du territoire national au retrait gonflement des sols argileux est disponible sur le site du BRGM,.
Par ailleurs, afin de mieux appréhender le risque d’affaissement de terrain, l'inventaire national des cavités souterraines permet de localiser celles situées sur la commune.
Concernant les mouvements de terrains, la commune a été reconnue en état de catastrophe naturelle au titre des dommages causés par la sécheresse en 2003 et 2005 et par des mouvements de terrain en 1999 et 2010.

#### Risques technologiques
Le risque de transport de matières dangereuses sur la commune est lié à sa traversée par une ou des infrastructures routières ou ferroviaires importantes ou la présence d'une canalisation de transport d'hydrocarbures. Un accident se produisant sur de telles infrastructures est susceptible d’avoir des effets graves sur les biens, les personnes ou l'environnement, selon la nature du matériau transporté. Des dispositions d’urbanisme peuvent être préconisées en conséquence.

## Toponymie
Le nom de la commune provient d'une déformation du nom de saint Sylvain, évêque de Gaza au IIIe siècle et martyr. Durant la période révolutionnaire, la commune fut rebaptisée Silvain-la-Roche.

## Histoire

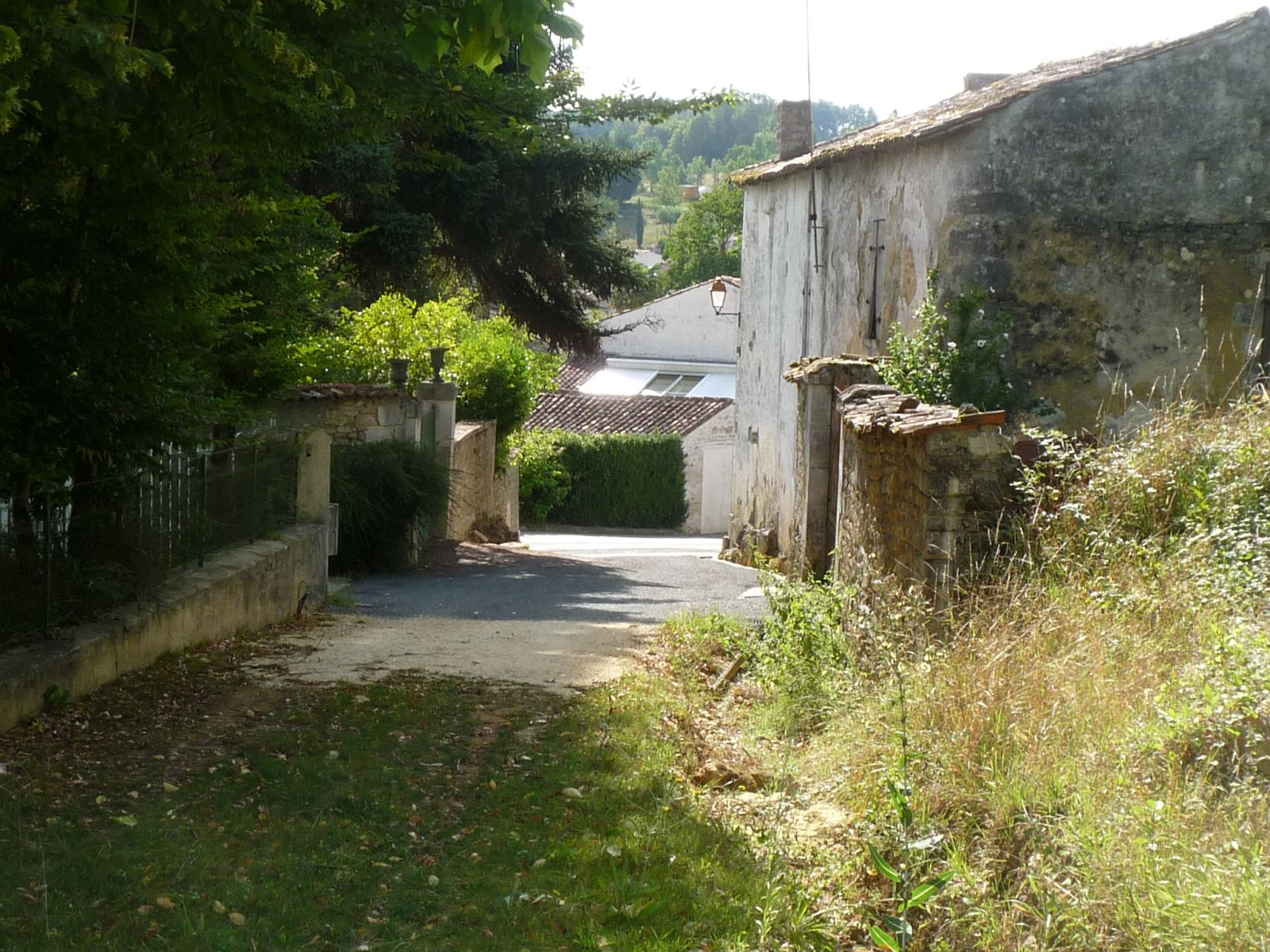
La voie d'Agrippa à la sortie nord-ouest du bourg (chemin de Saintes).

Saint-Sauvant était traversé d'ouest en est par l'ancienne voie romaine de Saintes à Lyon, la voie d'Agrippa, qui coupait là la vallée du Coran. Elle empruntait vraisemblablement vers l'est la vallée du Pidou, avant que son tracé devienne rectiligne à partir de Lorgère et Tatre en direction de Cherves-Richemont (Charente).

## Politique et administration

### Liste des maires
| Période                                  | Période  | Identité    | Étiquette | Qualité           |
| ---------------------------------------- | -------- | ----------- | --------- | ----------------- |
| 2008                                     | en cours | Alain Seris | SE        | Chef d'entreprise |
| Les données manquantes sont à compléter. |          |             |           |                   |

### Région
À la suite de la réforme administrative de 2014 ramenant le nombre de régions de France métropolitaine de 22 à 13, la commune appartient depuis le 1er janvier 2016 à la région Nouvelle-Aquitaine, dont la capitale est Bordeaux. De 1972 au 31 décembre 2015, elle a appartenu à la région Poitou-Charentes, dont le chef-lieu était Poitiers.

### Intercommunalité
Jusqu'à la fin de l'année 2012, la commune de Saint-Sauvant faisait partie de la Communauté de communes Vignobles et Vals boisés du Pays Buriaud qui comprenait dix communes ; cette dernière a fusionné avec la Communauté d'agglomération de Saintes le 1er janvier 2013.
Depuis janvier 2013, Saint-Sauvant fait donc partie de la Communauté d'agglomération de Saintes dont le siège administratif est situé à Saintes.

### Fiscalité
La fiscalité est d'un taux de 9,51 % pour la taxe d'habitation, 16,27 % sur le foncier bâti, 49,03 % sur le non bâti et 18,79 % de taxe professionnelle, et comme la communauté de communes prélève sur l'ensemble des quatre taxes, respectivement 1,67 %, 3,25 %, 8,06 % et 3,07 % cela donne au total et avant que s'y ajoutent le département et la région, 11,18 % pour la taxe d'habitation, 19,52 % sur le foncier bâti, 57,09 % sur le non bâti et 21,82 % de taxe professionnelle(chiffres 2007).

### Politique environnementale
Dans son palmarès 2024, le Conseil national de villes et villages fleuris de France a attribué une fleur à la commune.

## Démographie

### Évolution démographique
L'évolution du nombre d'habitants est connue à travers les recensements de la population effectués dans la commune depuis 1793. Pour les communes de moins de 10 000 habitants, une enquête de recensement portant sur toute la population est réalisée tous les cinq ans, les populations de référence des années intermédiaires étant quant à elles estimées par interpolation ou extrapolation. Pour la commune, le premier recensement exhaustif entrant dans le cadre du nouveau dispositif a été réalisé en 2006.

En 2022, la commune comptait 514 habitants, en évolution de +5,11 % par rapport à 2016 (Charente-Maritime : +4,04 %, France hors Mayotte : +2,11 %).
| 1793 | 1800 | 1806 | 1821 | 1831 | 1836 | 1841 | 1846 | 1851 |
| ---- | ---- | ---- | ---- | ---- | ---- | ---- | ---- | ---- |
| 707  | 708  | 618  | 805  | 782  | 746  | 737  | 733  | 684  |

| 1856 | 1861 | 1866 | 1872 | 1876 | 1881 | 1886 | 1891 | 1896 |
| ---- | ---- | ---- | ---- | ---- | ---- | ---- | ---- | ---- |
| 666  | 659  | 651  | 697  | 695  | 622  | 542  | 536  | 511  |

| 1901 | 1906 | 1911 | 1921 | 1926 | 1931 | 1936 | 1946 | 1954 |
| ---- | ---- | ---- | ---- | ---- | ---- | ---- | ---- | ---- |
| 541  | 533  | 451  | 396  | 382  | 383  | 431  | 381  | 450  |

| 1962 | 1968 | 1975 | 1982 | 1990 | 1999 | 2006 | 2011 | 2016 |
| ---- | ---- | ---- | ---- | ---- | ---- | ---- | ---- | ---- |
| 464  | 481  | 462  | 504  | 501  | 512  | 508  | 509  | 489  |

| 2021 | 2022 | - | - | - | - | - | - | - |
| ---- | ---- | - | - | - | - | - | - | - |
| 504  | 514  | - | - | - | - | - | - | - |

### Pyramide des âges
La population de la commune est relativement âgée.
En 2018, le taux de personnes d'un âge inférieur à 30 ans s'élève à 24,9 %, soit en dessous de la moyenne départementale (29 %). À l'inverse, le taux de personnes d'âge supérieur à 60 ans est de 30,7 % la même année, alors qu'il est de 34,9 % au niveau départemental.
En 2018, la commune comptait 254 hommes pour 233 femmes, soit un taux de 52,16 % d'hommes, largement supérieur au taux départemental (47,85 %).
Les pyramides des âges de la commune et du département s'établissent comme suit.
| Hommes | Classe d’âge | Femmes |
| ------ | ------------ | ------ |
| 1,2    | 90 ou +      | 0,5    |
| 6,5    | 75-89 ans    | 10,3   |
| 21,0   | 60-74 ans    | 22,0   |
| 24,7   | 45-59 ans    | 29,1   |
| 20,8   | 30-44 ans    | 14,3   |
| 11,1   | 15-29 ans    | 13,3   |
| 14,8   | 0-14 ans     | 10,6   |

| Hommes | Classe d’âge | Femmes |
| ------ | ------------ | ------ |
| 1,1    | 90 ou +      | 2,6    |
| 10,1   | 75-89 ans    | 12,6   |
| 22     | 60-74 ans    | 23,2   |
| 20,1   | 45-59 ans    | 19,7   |
| 16,1   | 30-44 ans    | 15,6   |
| 15,2   | 15-29 ans    | 12,7   |
| 15,4   | 0-14 ans     | 13,6   |

## Lieux et monuments

### Église Saint-Sylvain

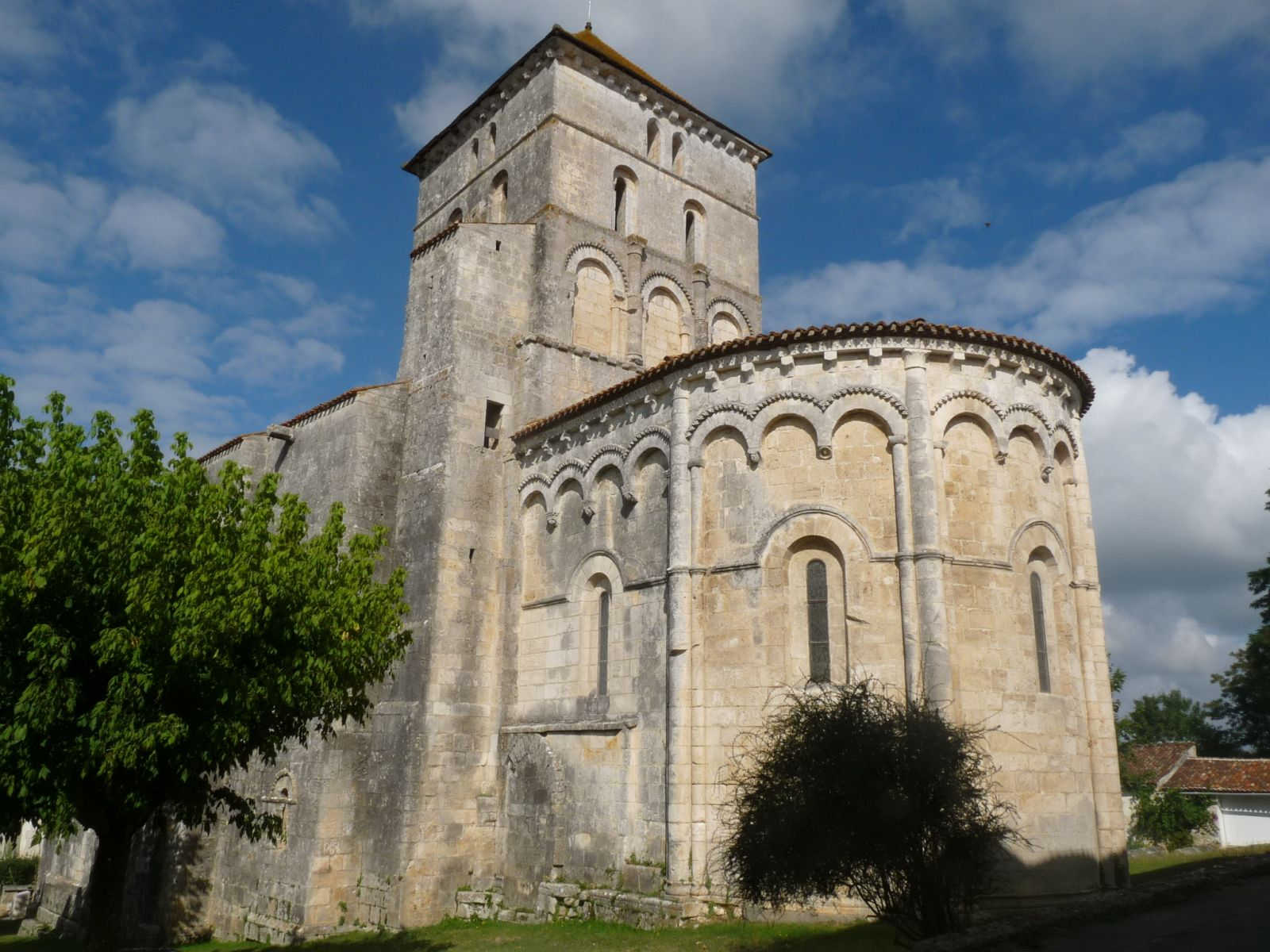
L'église Saint-Sylvain.

Campée au sommet d'un promontoire dominant le village et la vallée du Coran, l'église Saint-Sylvain date essentiellement du XIIe siècle. En dépit de sa position stratégique, elle ne présente que peu de traces de fortifications : seule la tour d'escalier, une partie de la nef et le clocher semblent avoir été renforcés, probablement durant la guerre de Cent Ans. Le sanctuaire est représentatif du style roman saintongeais, notamment en ce qui concerne la structure et l'ornementation du chevet. Celui-ci se distingue par une série d'arcatures d'inspiration lombarde, surmontée de pointes de diamants, ainsi que par la diversité des modillons : représentations animalières, bestiaire fantastique ou encore masques humains.
Basée sur un plan en forme de croix latine, l'église se compose d'une nef unique de trois travées, précédée d'une façade présentant un aspect quasi-militaire du fait de la présence de deux contreforts massifs. Le portail, en plein cintre, est dépourvu de toute ornementation.
À l'intérieur, la nef, qui s'élève en pente douce vers le chœur, est flanquée de croisillons. La décoration intérieure est d'une grande sobriété, cependant les arcs doubleaux reposent sur des colonnes supportant des chapiteaux présentant des motifs végétaux, notamment des feuilles d'acanthe.
Contrairement à la tradition, le clocher est bâti, non à la croisée du transept, mais sur la première travée du chœur. Le carré est marqué par une coupole sur pendentifs, dont le tambour est orné de pointes de diamants. Une abside voûtée en cul de four vient clore l'ensemble. On peut y observer un imposant retable baroque à baldaquin, en bois et stuc, datant du XVIIe siècle. À l'extérieur de l'édifice furent retrouvés plusieurs sarcophages d'époque carolingienne, marquant l'emplacement de l'ancien cimetière paroissial. L'église est classée monument historique depuis 1914.

### Tour Médiévale

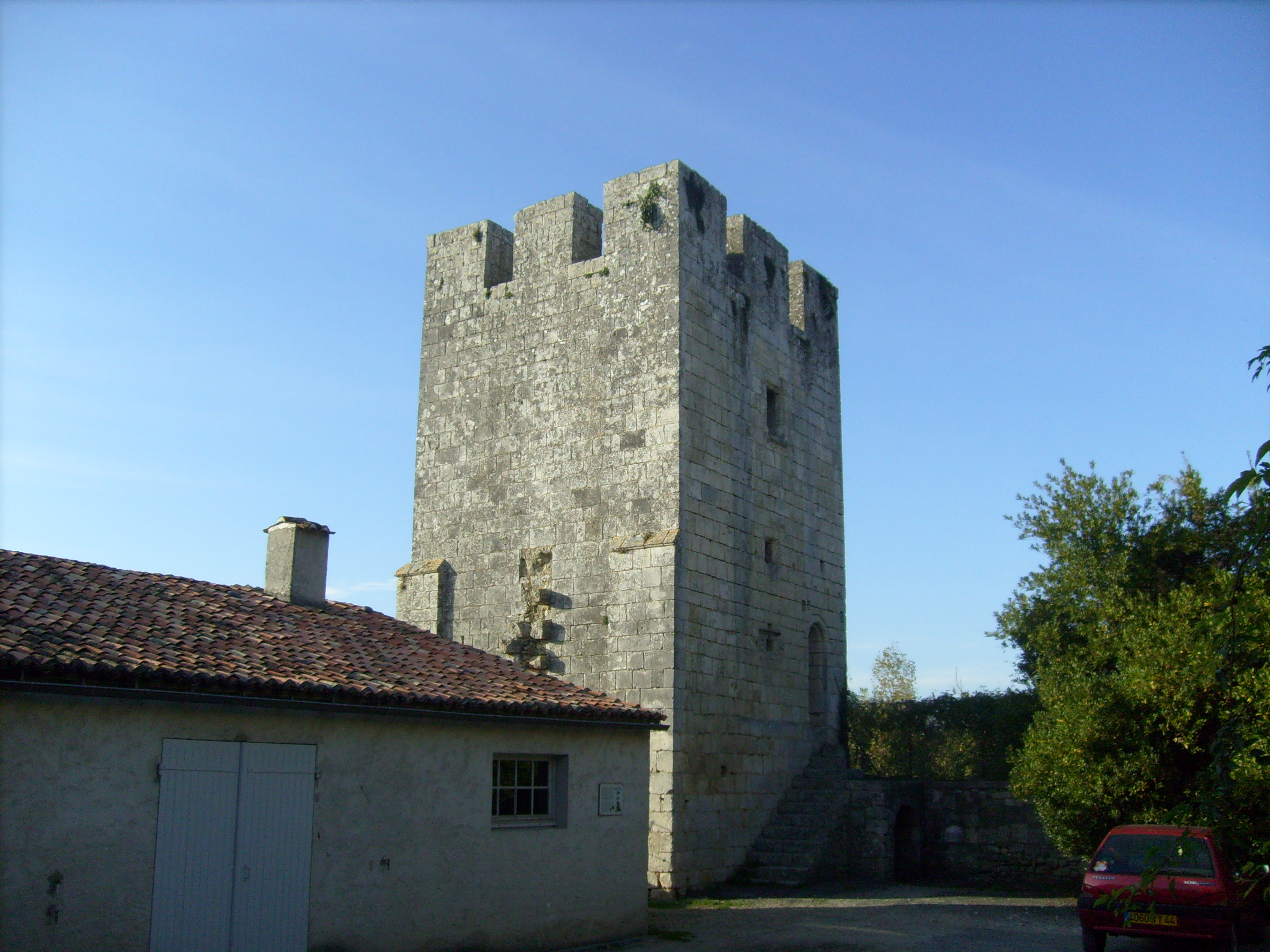
La tour médiévale.

Cette tour rectangulaire forme une sorte d'avant-poste défensif dominant la vallée du Coran et du Pidou. Datant sans doute du XIVe siècle, il semble qu'elle ait appartenu à un château fort ou à une enceinte urbaine aujourd'hui disparue, probablement à la suite de la guerre de Cent Ans. La tour est située en bordure de la falaise, son mur occidental étant établi au pied de celle-ci. Le mur de courtine moderne s'appuyant contre le flanc sud condamne une ancienne archère, ce qui laisse suggérer que la tour ait pu être isolée, seulement reliée au corps de logis du château par une galerie légère. La tour médiévale est classée monument historique depuis 1914.

### Lavoir de la Font-Bigot
Aménagé au creux d'un vallon, le lavoir est établi sur l'une des nombreuses sources prenant naissance aux alentours du village. Cette structure de pierre calcaire et bois semble dater du XVIIe siècle. L'histoire nous apprend que des arrêtés furent pris en 1789, interdisant notamment « le lavage des choux et des tripailles dans les eaux de la source ».

### Ruelles médiévales

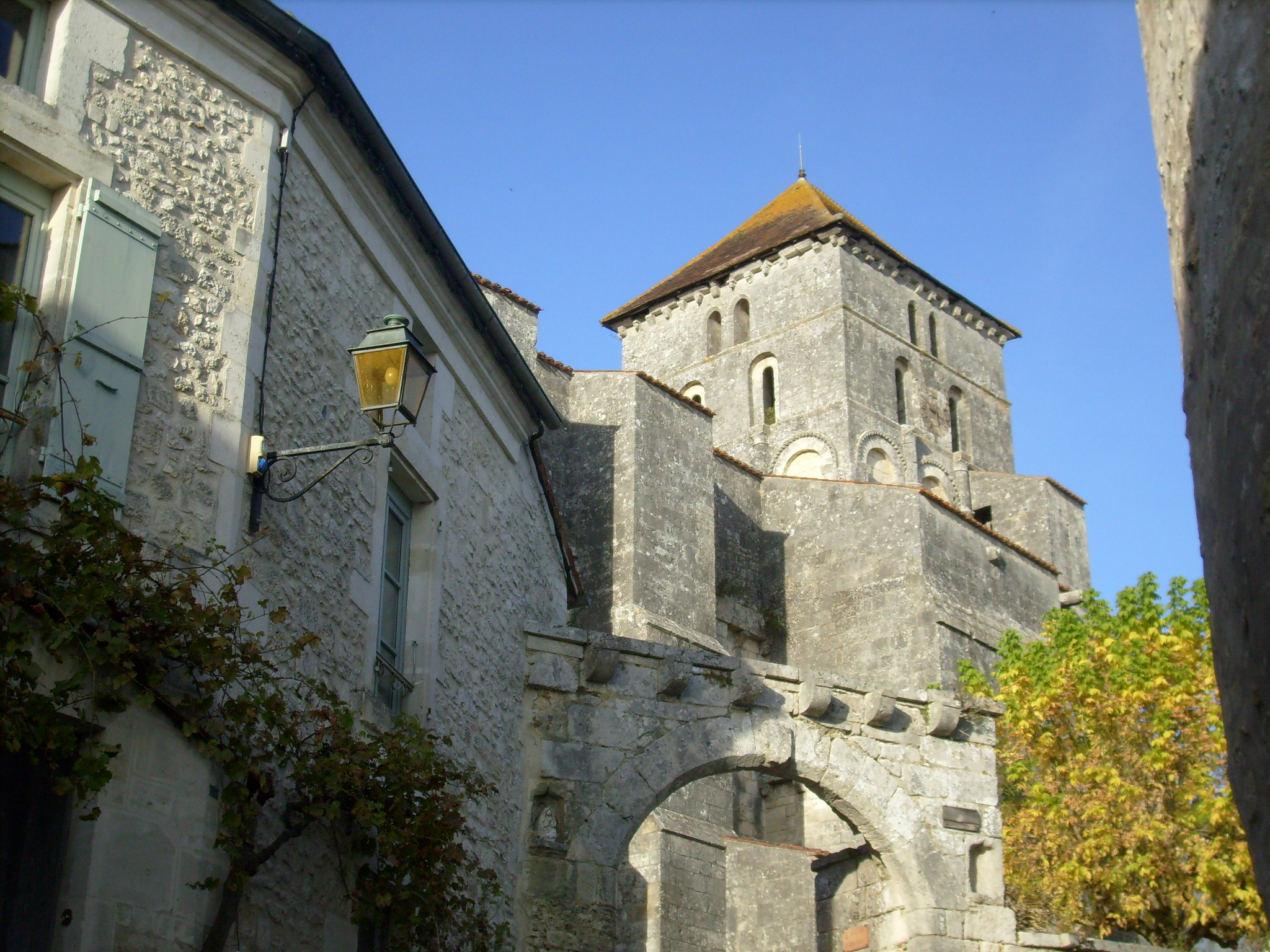
La rue du Paradis, bordée de demeures anciennes.

Les principales demeures historiques se répartissent le long d'un axe principal constitué par les rues du Marché et du Paradis, lesquelles conduisent à la place de l'église, au sommet du promontoire.
Le village conserve plusieurs maisons médiévales des XIVe siècles et XVe siècles, ainsi qu'un porche en pierre d'apparence militaire : celui-ci délimitait autrefois l'enclos paroissial et le cimetière communal. De celui-ci subsistent plusieurs sarcophages datés de la période carolingienne.

### Sentiers de randonnée
Le GR 4 qui va de Royan à Grasse traverse la commune.

## Personnalités liées à la commune
Bourg natal du poète Gustave Fort.